# Павол Орсаг
Па́вол О́рсаг Гвездосла́в (справжнє прізвище Орсаг, словац. Pavol Országh Hviezdoslav; 2 лютого 1849, Вишни Кубін — 8 листопада 1921, Долни Кубін) — словацький поет, письменник.
Народився в дрібнопомісній родині. Перші публікації відносяться до 1860-х років.

## Творчість
У поемах «Дружина лісника» (1884–1886), «Ежо Влколинський» (1890), «Габор Влколинський» (1897–1899) зобразив взаємини дворянства і селян. У багатьох віршованих розповідях (у тому числі «Бутора й Чутора», 1888) показав життя словацького села.

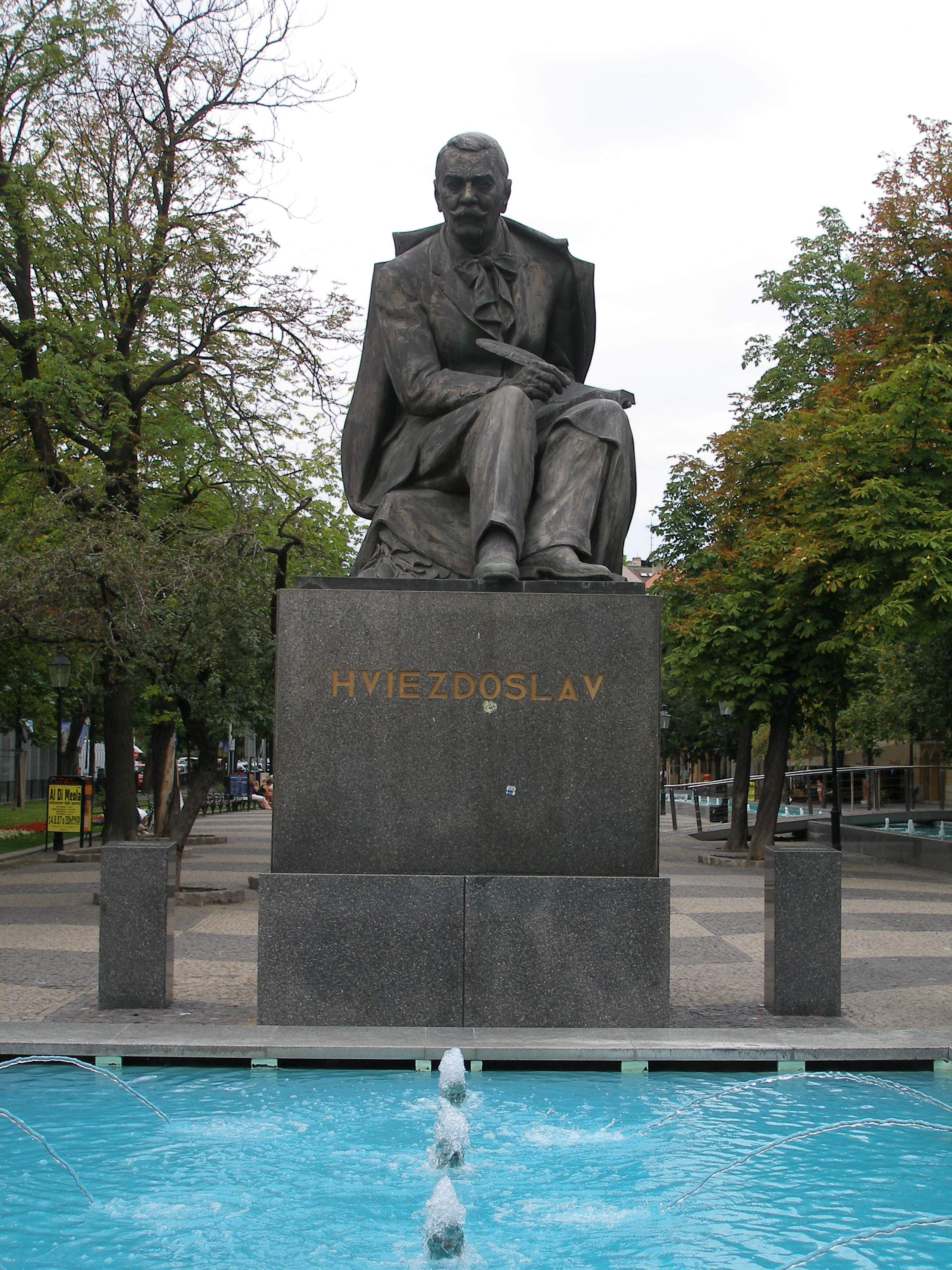
пам'ятник поетові на Hviezdoslavovo namestie (Площі Гвездослава) в Братиславі

Гвездослав — автор декількох п'єс — «Vzhledanie» (1868), «Помста» (Pomsta, 1869), «Вітчим» (1871), «Хмари» (Oblaky, 1879), «Na Luciu» (1904), «Ірод і Іродіада» (Herodes a Herodias, 1909). Трагедія «Ірод і Іродіада» написана на євангельський сюжет, однак наповнена злободенними натяками.
Лірика Гвездослава перейнята соціальними мотивами. У циклі віршів «Літні втечі» (1885–1895) Гвездослав виступав на захист народу, розвінчував лицемірство знатних людей, засуджував національні конфлікти. Збірник «Криваві сонети» (1914) присвячений осуду першій світової війни.
Гвездослав перекладав на словацьку мову вірші Вільяма Шекспіра, Йганна Вольганга Ґете, Фрідріха Шиллера, Шандора Петефі, Олександра Пушкіна, Михайла Лермонтова, Адама Міцкевича.
В Братиславі існує Площа Гвездослава (Hviezdoslavovo namestie), на якій встановлено пам'ятник поетові.

### Видання
- Spisy. Sv. 1-12. Martin-Bratislava, 1951-57.
- Павол Орсаг Гвездослав. Вірші. М., 1961.
- Гвездослав, П. О. Криваві сонети /переклад зі словацької Д. Павличка. — Ужгород: Видавництво «Карпати», 1986.

### Про Гвездослава і його творчість
- Smatlak St. Hviezdoslav. Bratislava, 1961.
- Кишкин Л. С. Патріотична лірика Гвездослава // Література слов'янських народів. Вып. 5. М., 1960.